# Ernest Faber
Ernest Anthonius Jacobus Faber (Geldrop, 27 agosto 1971) è un ex calciatore, allenatore di calcio e dirigente sportivo olandese, di ruolo difensore, direttore del settore giovanile del PSV.

## Carriera

### Calciatore

#### Club
Cresciuto nel PSV, nel cui settore giovanile entrò all'età di 13 anni, ha esordito nel N.E.C. nel 1990. Ha poi vestito le maglie di Sparta Rotterdam, PSV, Groningen e, per altre 12 stagioni, del PSV, vincendo quattro titoli di Eredivisie, una Coppa dei Paesi Bassi e quattro Supercoppe dei Paesi Bassi. A causa dei frequenti infortuni, si ritirò dall'attività agonistica a soli 32 anni.

#### Nazionale
Conta una presenza nella nazionale olandese, nel 1998.

### Allenatore
Dopo il ritiro ha lavorato come vice-allenatore e allenatore nel settore giovanile del PSV e dell'Eindhoven. Dal 2011 dal 2012 ha anche svolto il ruolo di assistente del commissario tecnico della nazionale olandese. Tornato nel vivaio del PSV nel marzo 2012, dal 4 giugno 2015 al maggio 2016 ha guidato il N.E.C. in Eredivisie. Nel 2016 ha assunto la guida del Groningen, che ha allenato per un biennio prima di diventare responsabile del settore giovanile del PSV.
Il 16 dicembre 2019 è stato nominato allenatore ad interim della prima squadra del PSV al posto di Mark van Bommel, prendendo la squadra al quarto posto in Eredivisie, a 10 punti dalla vetta. Due giorni dopo, al debutto, ha vinto per 2-1 dopo i tempi supplementari sul campo del GVVV nel secondo turno di Coppa d'Olanda, sebbene la squadra di Eindhoven sia poi stata eliminata agli ottavi di finale dal NAC Breda, squadra di seconda serie. In campionato ha esordito vincendo contro il PEC Zwolle (4-1). L'11 marzo 2020 è stato annunciato che dalla stagione 2020-2021 Faber sarà rimpiazzato da Roger Schmidt e tornerà al ruolo di responsabile del settore giovanile del club. In campionato si ferma al quarto posto vista la sospensione causa COVID-19.

## Palmarès

### Giocatore

#### Competizioni nazionali
- Campionato olandese: 3

PSV: 1999-2000, 2000-2001, 2002-2003
- Coppa dei Paesi Bassi: 1

PSV: 1995-1996
- Supercoppa dei Paesi Bassi: 7  (record)

PSV: 1992, 1996, 1997, 1998, 2000, 2001, 2003